# ダルバール広場
ダルバール広場 (Durbar Square)またはダルパール広場は、ネパールのカトマンズ渓谷内の3つの主要都市であるカトマンズ、パタン、バクタプルにそれぞれある王宮広場の名称で、周辺にはチベット仏教の寺院が集中して、ネワール人の芸術家や工芸師が製作した展示品等が多く存在する。

## カトマンズのダルバール広場
カトマンズの広場は観光客に特に有名であったが、ネパール地震 (2015年)で広場にある複数の寺院が深刻な被害を受けた。
座標：北緯27度42分17秒 東経85度18分27秒 / 北緯27.70472度 東経85.30750度座標: 北緯27度42分17秒 東経85度18分27秒 / 北緯27.70472度 東経85.30750度

## バクタプルのダルバール広場
カトマンズやパタンの広場と違い街の北側に位置しており、より重要なトウマディー広場と通路によって繋がっている。1934年のビハール・ネパール地震によって甚大な被害を受けたため、他都市のものよりスペースが広い。

## ギャラリー

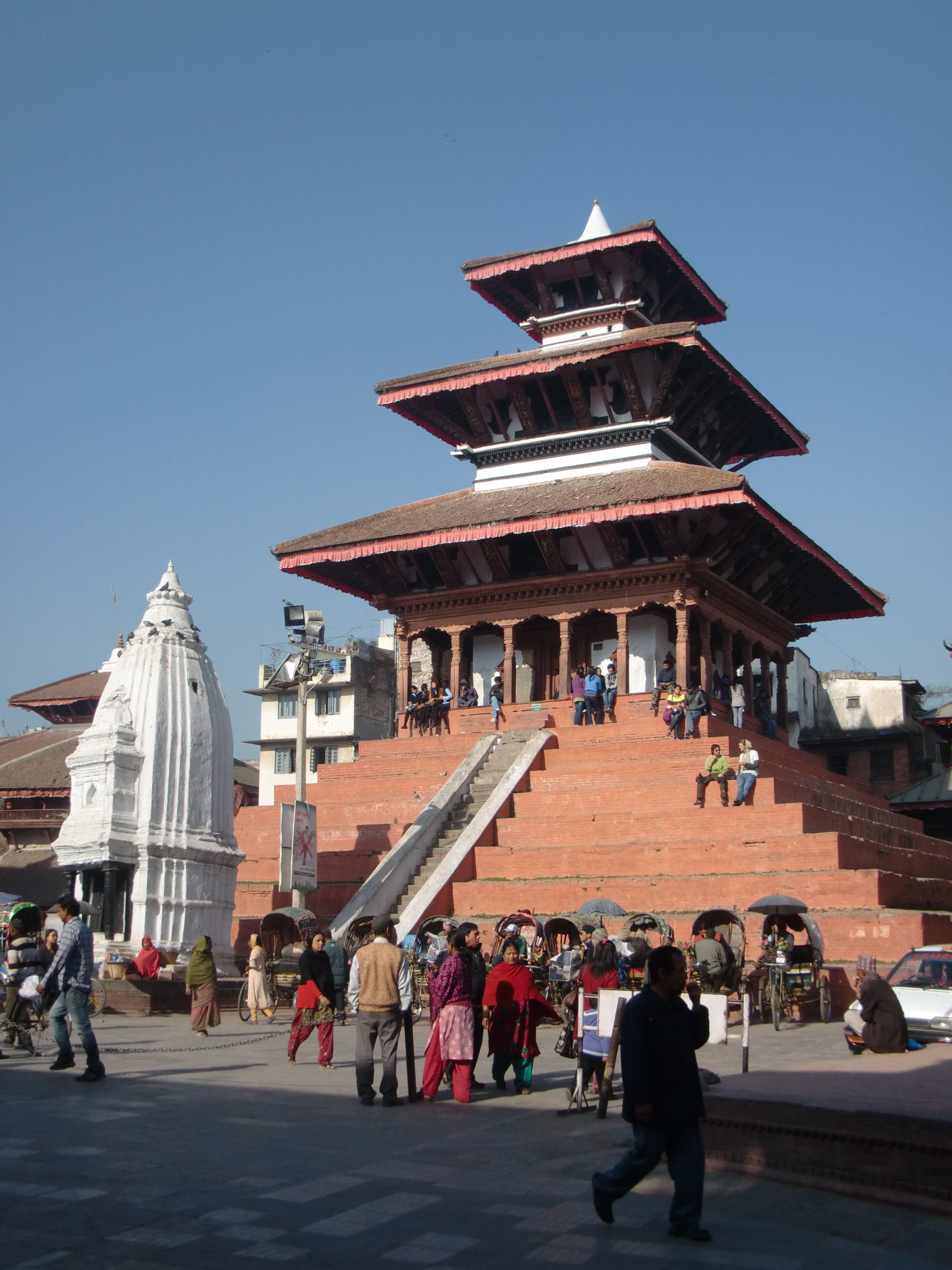
カトマンズのダルバール広場（カトマンズ・ダルバール広場）
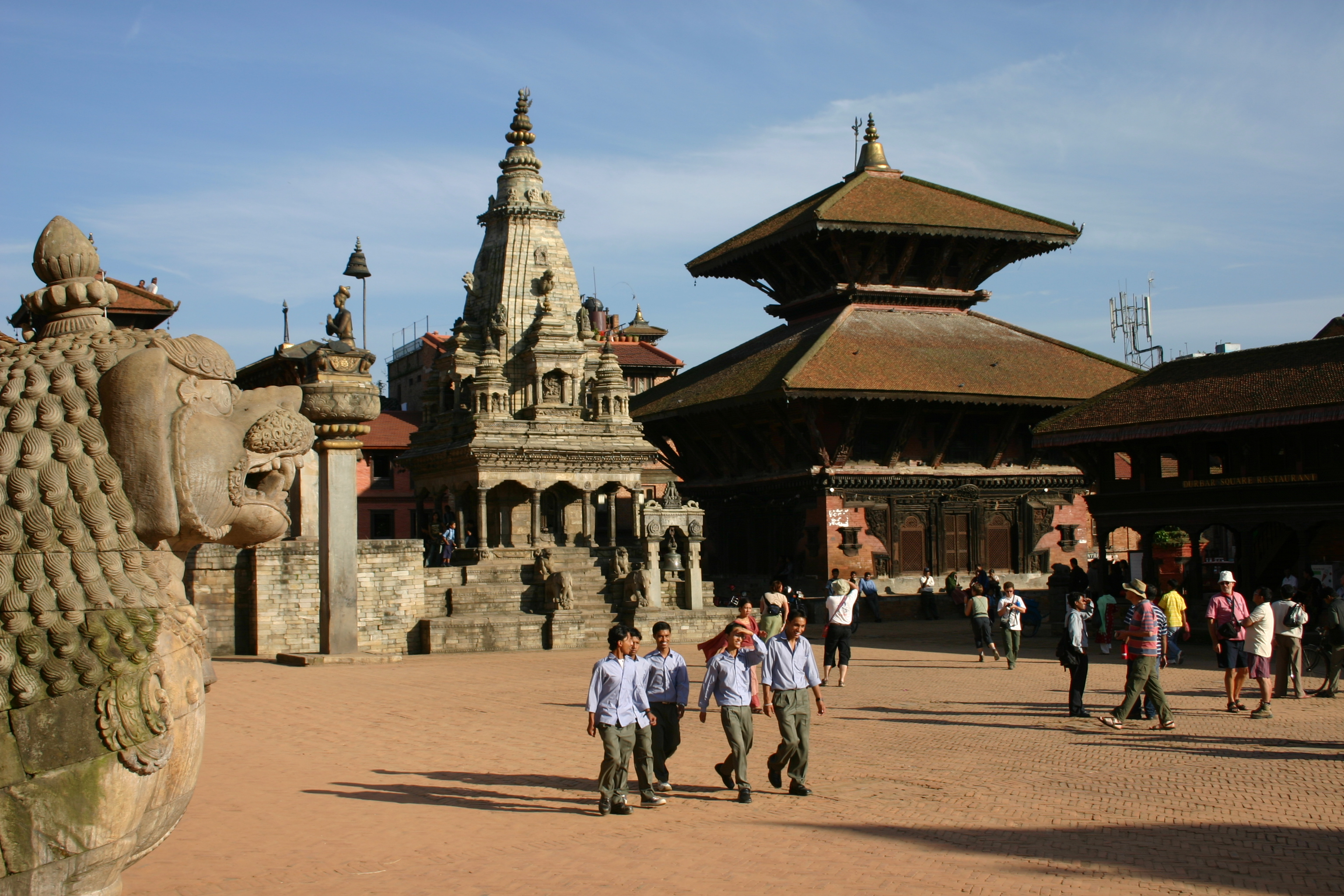
バクタプルのダルバール広場（バクタプル・ダルバール広場）
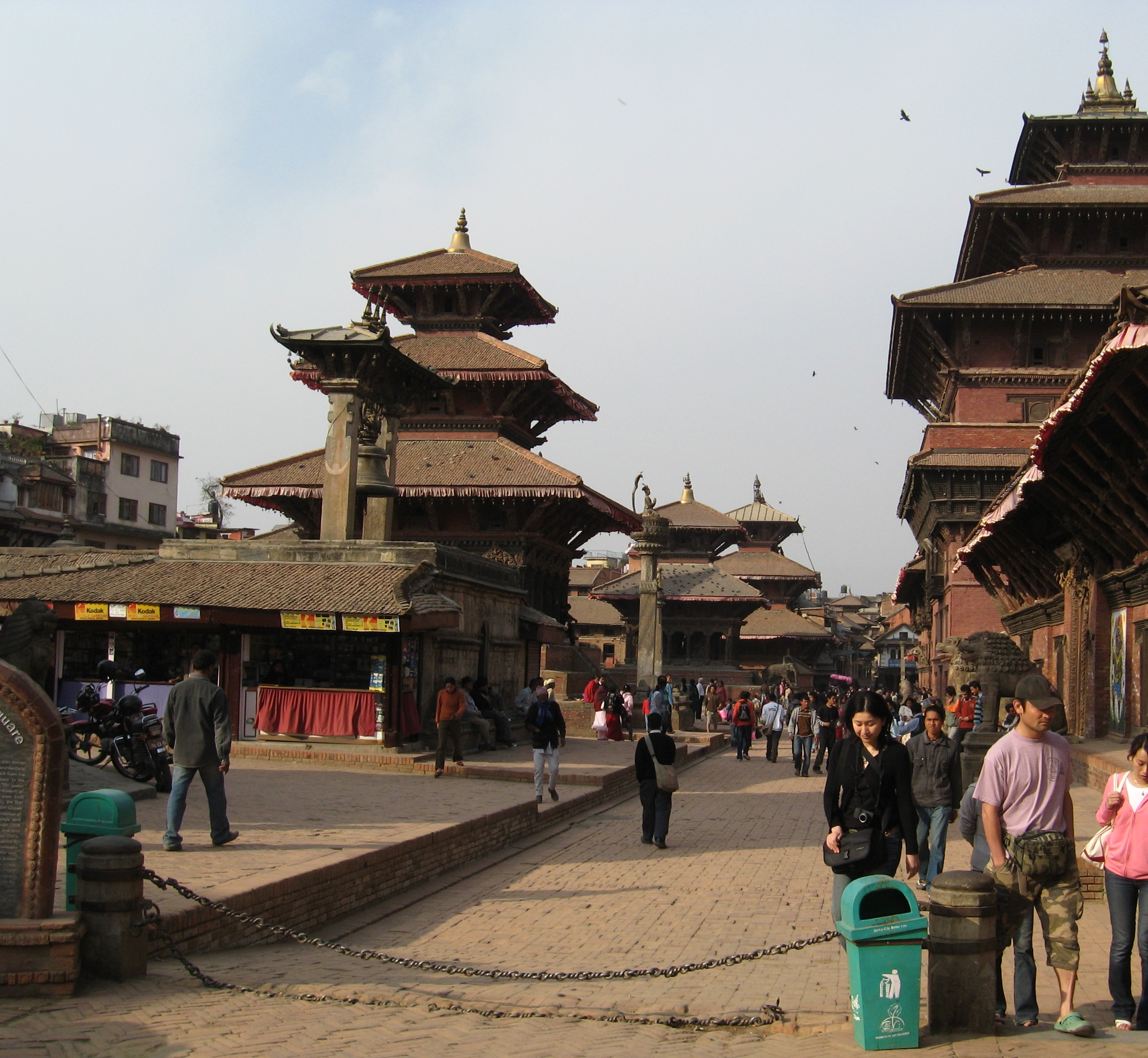
パタンのダルバール広場（パタン・ダルバール広場）